# 陳皇后 (漢武帝)
陳皇后（ちんこうごう）は、前漢の武帝の最初の皇后。武帝の従姉妹にあたる。

## 略歴
母は武帝の父の景帝の同母姉の館陶公主（堂邑長公主）劉嫖。父は堂邑侯陳午。
館陶公主は娘を皇太子に娶わせようと思ったが、当時の皇太子で甥である劉栄（武帝の異母兄）の母の栗姫が館陶公主と仲が悪かった。そこで館陶公主は景帝に王夫人の子である劉徹（武帝）を褒め、王夫人を皇后、劉徹を皇太子にすることに成功した。
武帝が即位すると彼女は皇后となり、寵愛をほしいままにしたが、10年以上も子ができなかった。一方で衛子夫が武帝に寵愛されたと聞くと、皇后は彼女の死を願い、一族も弟の衛青を連れ去り監禁するほどだった。皇后は呪術を用いて呪い、それが発覚して元光5年（紀元前130年）に廃位された。
母の館陶公主は姪である武帝の同母姉の平陽公主に「皇帝は私がいなければ皇太子になれなかったのに、どうしてわが娘を捨てるのだ」と訊いたが、平陽公主は「彼女に子ができないからです」と答えた。皇后は子が授かるようにと医者に多額の金を使ったが、結局子はできなかった。
十数年後に館陶公主が死去し、その数年後には陳皇后も亡くなった。

## 備考
中国の古典小説『漢武故事』では、陳皇后の小字を阿嬌としている。『漢武故事』にはまた、次のエピソードがある。
長公主はまだ幼い皇太子の劉徹と娘の阿嬌を会わせ、劉徹に「阿嬌を得たいかい?」と訊いた。劉徹は「もし阿嬌を得る事ができたら、金の建物に住まわせるよ」と答えたので、長公主は喜んで娘を彼に娶わせ、阿嬌は皇太子妃となった。
大変な美人だったという。東晋の書物『漢宮春色』は前漢の后妃8名を評価し、その中で陳皇后、王昭君、李夫人、邢夫人（武帝の妃）が「比類のない美人である」と評されている。戚夫人、班倢伃が「世の中にも珍し、前の4人に次ぐものであった」と評されている。傅皇后、王皇后が「ただの一般人の容姿である」と評されている。
南朝梁の『文選』では、陳后が武帝の寵愛を失った後、百両のお金を使って司馬相如に『長門賦』を書いてほしいと頼む。武帝が読んだ後は陳后に憐みの心を起こした。陳后は再び武帝の寵愛を得た。

## 登場作品
テレビドラマ
- 『漢武大帝』（2004年、中国、演：徐紅娜）
- 『美人心計〜一人の妃と二人の皇帝〜』（2012年、中国、演：ゴン・ミー（中国語版））
- 『賢后 衛子夫（中国語版）』（2014年、中国、演：チョン・ユエンユエン）